# Szalay Sándor (magfizikus)
Szalay Sándor (Nyíregyháza, 1909. október 4. – Debrecen?, 1987. október 11.) állami díjas magyar fizikus, akadémikus, a magyarországi magfizikai kutatások megteremtője.

## Életrajz
Apja nyíregyházi fizikatanár volt. Apja neve Szalay Sándor.[forrás?]
Budapesten tanult, Tangl Károlynál doktorált, mérőeszközeinek tervezésében Békésy György segítette tanácsaival. A végzés után állás nélküli Szalayt Szent-Györgyi Albert hívta maga mellé kutatni.
Először Lipcsében kutatott két évig Peter Debye mellett, majd Rutherfordot kérte Szalay Sándor, hogy mellette dolgozhasson a Cavendish Laboratóriumban. A tíz pályázó közül Rutherford őt választotta ki a féléves ösztöndíjra. Itt megtanulta a nukleáris technika mellett azt, hogyan kell saját kezűleg műszereket készíteni.
1935-ben hívta Gyulai Zoltán (a magyar kristálykutatás megteremtője) tanársegédnek a debreceni egyetemre. Itt Szalay magfizikai műhelyt épített ki, számos tehetséges tanítványt nevelt ki. A második világháború rombolásai után tanítványaival újjáépítették az egyetem Kísérleti Fizika Intézetét. Felhasználták a radioaktív nyomjelzést az orvostudományban. Szalay Geiger–Müller-számlálókat épített, és uránlelőhelyeket keresett Magyarországon.
1952-ben Kossuth-díjat kapott. 1954-ben létrehozták az MTA Atommagkutató Intézetet, röviden ATOMKI-t. 1978-ban Állami Díjjal tüntették ki az atommagfizikában és népgazdasági jelentőségű alkalmazásában elért eredményeiért és kutatásirányító, iskolateremtő munkásságáért. 1987-ben halt meg.

## Család
Két fia van, egyikük Szalay A. Sándor akadémikus (mellesleg a Panta Rhei együttes tagja). A másik Szalay András, fizikus, mellesleg szintén a Panta Rhei együttes tagja.